# 芬芳圣殿
芬芳圣殿（Temple du Goût）是法国南特的一座豪华大厦.1945年8月17日列为法国历史古迹。
位于菲多岛，由建筑师皮埃尔·卢梭建于1753年到1754年，二战中部分被毁，战后修复。其风格为独特的南特巴洛克式，和金字塔形的立面。
该建筑约三千平方米。每套公寓平均250平方米。 